# Birghorn
Le Birghorn est un sommet des Alpes bernoises en Suisse. Il culmine à 3 242 mètres d'altitude.

## Géographie
Le Birghorn est situé dans les Alpes bernoises entre deux vallées : le Lötschental dans le canton du Valais et la vallée de la Lütschine dans le canton de Berne. Il est ainsi situé sur la ligne de partage des eaux entre mer Méditerranée et mer du Nord.